# شورش کین
«شورش کین» (انگلیسی: The Caine Mutiny) یک کتاب از هرمان ووک می‌باشد که در سال ۱۹۵۱ منتشر شده‌ است.
«شورش کین»که در سال ۱۹۵۱ منتشر شد،شهرت زیادی برای نویسنده‌اش به ارمغان آورد. «شورش کین»، حاصل تجربه‌های هرمان هوک از کارش در کشتی مین‌روب ارتش آمریکا در اقیانوس آرام در زمان جنگ جهانی دوم است. این رمان در زمان خود بسیار پرفروش شد و جایزه پولیتزر را به دست آورد. همچنین خود ووک نمایش‌نامه‌ای بر اساس آن نوشت که در یک سالن تئاتر در نیویورک به نمایش درآمد. در سال ۱۹۵۴ اقتباسی سینمایی نیز از «شورش کین» به همین نام توسط ادوارد دمیتریک با حضور هامفری بوگارت در نقش کاپیتان کوئینگ ساخته شد. ووک پس از پایان نگارش این رمان، در رادیو دولتی آمریکا (ان‌پی‌آر) مشغول کار شد. او در خاطرات روزانه‌اش دربارهٔ این رمان نوشت: «اگر اشتباه نکنم، این رمان خوبی است. اما هنوز رمانی نیست که من می‌خواهم دربارهٔ جنگ بنویسم.»